# Espiel
Espiel és un municipi de la província de Còrdova a la comunitat autònoma d'Andalusia, a la comarca de Valle del Guadiato. Comprèn les barriades de El Vacar i Fuente Agria.

## Demografia
| 1996  | 1998  | 1999  | 2000  | 2001  | 2002  | 2003  | 2004  | 2005  | 2006  |
| ----- | ----- | ----- | ----- | ----- | ----- | ----- | ----- | ----- | ----- |
| 2.500 | 2.451 | 2.415 | 2.441 | 2.473 | 2.418 | 2.434 | 2.379 | 2.386 | 2.422 |